# Chloromachia augustaria
Chloromachia augustaria là một loài bướm đêm trong họ Geometridae.